# Уно
Уно је америчка карташка игра која се игра на специјално одштампаном шпилу карата (Мау Мау је скоро идентична игра, која се игра са обичним картама). Игра је оригинално развијена током 1971. године, а од 1992. године је производи Мател.

## Правила
Шпил има 108 карата. Сваких 25-оро карата је од једне боје (црвене, зелене, жуте, плаве), а свака боја има по 2 иста ранга осим нуле. Сваки ранг је од нуле до деветке, "Skip" (карта која, после оног играча који је бацио, следећи прескаче), "Draw Two" (следећи играч купује две карте и не игра) и "Reverse" (кад играч баци карту, мења се смер). Осим тога, шпил има по четири "Wild" карте (кад играч баци, мења се боја карти) и "Wild Draw Four" карте (кад играч баци бира боји, а и следећи купује четири карте).
Кад почиње партија, седам карата је дато свим играчима. Играч са леве стране дилера игра први, осим ако је "Draw Two", "Reverse", "Skip", "Wild Draw Four" или "Wild" карта. Ако му дође ред, играч мора да уради једно од следећих:
- баци карту, ако исти симбол или боја
- баци "Wild Draw Four" или "Wild" карту
- купи једну карту

Ако играч одлучи да купи карту, и ако карта се слаже, може (али и не мора) да игра карту.
- Играч може да купи карту иако има једну или више карата коју он може да игра.
- Ако играч купи карту, и ако може да се игра, може да је чува или да је баци.
- Ако играч одлучи да купи, њему није могуће да игра (осим када купљена карта може да се игра).
- "Wild" карте могу да се играју било кад. (иако играч има остале карте које могу да се играју).
- Играч може играти "Wild Draw Four" карту само ако играч нема картона који се слажу са тренутном бојом.
- Ако се користи цео шпил током игре, шпил се опет меша. Игра се наставља даље нормално.
- Незаконито је трговати карте било које врсте са другим играчима, укључујући и специјалне карте као што су "Wild", празне а и преокретне картице.

Ако играчу остане само једна карта, мора викати "уно", и ако то не уради, мора купити две карте. 
Први играч који се отараси његове/њене последње карте (излази) осваја руку и постиже погодак за бодове карте одржан од стране других играча. Бројчане карте рачунају њихове номиналне вредности, све акционе картице се рачунају двадесет, и "Wild" педесет . Уколико "Draw Two" или "Wild Draw Four" буду избачене као последња карта, следећи играч у низу морају извући одговарајући број карата пре него што је резултат евидентиран.
Циљ игре је освојити 500 поена.